# 克莱顿 (密苏里州)
克莱顿（英語：Clayton）是美国密苏里州圣路易斯县的最大城市及县治，与圣路易斯市接壤。根据2010年美国人口普查的结果，该市共有15,939人。这座城市早在1877年便有人定居，其得名于圣路易斯县法院的土地捐赠者拉尔夫·克莱顿。

## 地理
根据美国人口普查局的数据，该市总面积为2.48平方英里（6.42平方），水域率为0。

### 城市景观
克莱顿的城市景观反映了该州的经济发展历程，一系列现代主义建筑与早期的豪宅和商铺形成了鲜明的对比。

## 人口
| 调查年                 | 人口   | 备注 | %±     |
| ---------------------- | ------ | ---- | ------ |
| 1890                   | 402    |      | —      |
| 1920                   | 3,028  |      | —      |
| 1930                   | 9,613  |      | 217.5% |
| 1940                   | 13,069 |      | 36.0%  |
| 1950                   | 16,035 |      | 22.7%  |
| 1960                   | 15,245 |      | −4.9%  |
| 1970                   | 16,100 |      | 5.6%   |
| 1980                   | 14,219 |      | −11.7% |
| 1990                   | 13,874 |      | −2.4%  |
| 2000                   | 12,825 |      | −7.6%  |
| 2010                   | 15,939 |      | 24.3%  |
| 2020                   | 17,355 |      | 8.9%   |
| 美国十年一次的人口普查 |        |      |        |

克莱顿居住着很多富有且受过教育的年轻人，其中包括很多双薪者。

### 2020年人口普查
根据2020年的人口普查结果，共有17355人居住在克莱顿。其中71.4%为白人，8.1%为非裔美国人，0.2%为美洲原住民，12.9%为亚裔，1.0%为其他族裔，6.5%为多族混血儿。西班牙裔占总人口的4.0%。

### 2010年人口普查
根据2010年的人口普查结果表明，该市共有15,939位居民、5,322个住户以及2,921个家庭，人口密度为6,427.0名居民每平方英里（2,481.5名居民每平方）。该市共有6,321套住房，密度为2,548.8每平方英里（984.1每平方）。该城市的种族构成为78.0%的白人，8.2%的非洲裔美国人，0.2%的美洲原住民，10.8%的亚裔，0.4%的其他种族以及2.4%的混血，拉丁裔占人口的3.1%。
在所有5,322个住户中，26.3%的住户有未满18岁的儿童，46.3%的住户是共同生活的已婚夫妇，6.7%的户主是没有丈夫的女性，1.9%的户主是没有妻子的男性，45.1%的住户没有家庭。除此之外37.5%的住户是独居者，11.2%的住户为超过65岁的独居者。

## 政府
克莱顿由六名市议员和一名市长组成的委员会管理。市议员需要从三个选区中选出，每个选区各选出两名议员。市长则由全市民众选举产生。市文员由市长和委员会任命。
该市有一个警察局，由凯文·R·墨菲负责管理。